# Baeotis nesaea
Baeotis nesaea is een vlindersoort uit de familie van de prachtvlinders (Riodinidae), onderfamilie Riodininae.
Baeotis nesaea werd in 1889 beschreven door Godman & Salvin.